# Ratusz Arsenał
Ratusz Arsenał (nome ufficiale: A15 Ratusz Arsenał) è una stazione della linea M1 della metropolitana di Varsavia. È stata inaugurata nel 2001.